# Cotonou

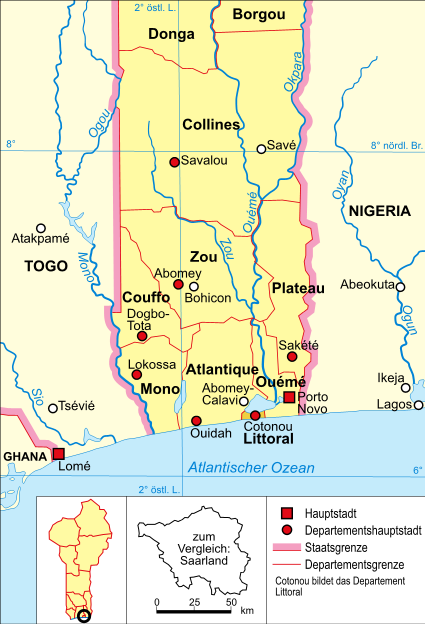
Cotonou na mapě Beninu

Cotonou je největší město a ekonomicky nejvýznamnější město v Beninu (hlavním městem je Porto Novo). Jedná se o nejdůležitější přístav země, v roce 2012 zde žilo 779,314 obyvatel, okolní aglomeraci však podle odhadů obývá přes 1,2 miliónů obyvatel. V roce 1960 mělo město přitom pouze 70 000 obyvatel. Ve městě sídlí také vláda. Zeměpisné souřadnice jsou 6°22' severní šířky a 2°26' východní délky.
Cotonou se nachází na pobřežním pásu mezi jezerem Nokoué a Atlantským oceánem. V jazyce Fonského etnika, které oblast obývá, znamená Cotonou v překladu město u řeky smrti. Ve metropoli se nacházejí tři mosty přes řeku Oueme, která se tu vlévá do Atlantského oceánu. Oblast se již několik desetiletí potýká s masivní erozí a následným zatopováním mořského pobřeží, které přinutilo již mnoho obyvatel města k opuštění svých domovů. 
Město má vytvořenou dopravní infrastrukturu, včetně letecké, námořní, říční (až k přístavu hlavního města météo No) a pozemní cesty, které usnadňují obchod se sousedními zeměmi Nigérií, Nigerem, Burkinou Faso a Togem. Turisté vyhledávají především zdejší velké trhy nebo atypickou katedrálu Notre Dame s červenými a bílými pruhy spadající pod římskokatolickou církev.

## Galerie

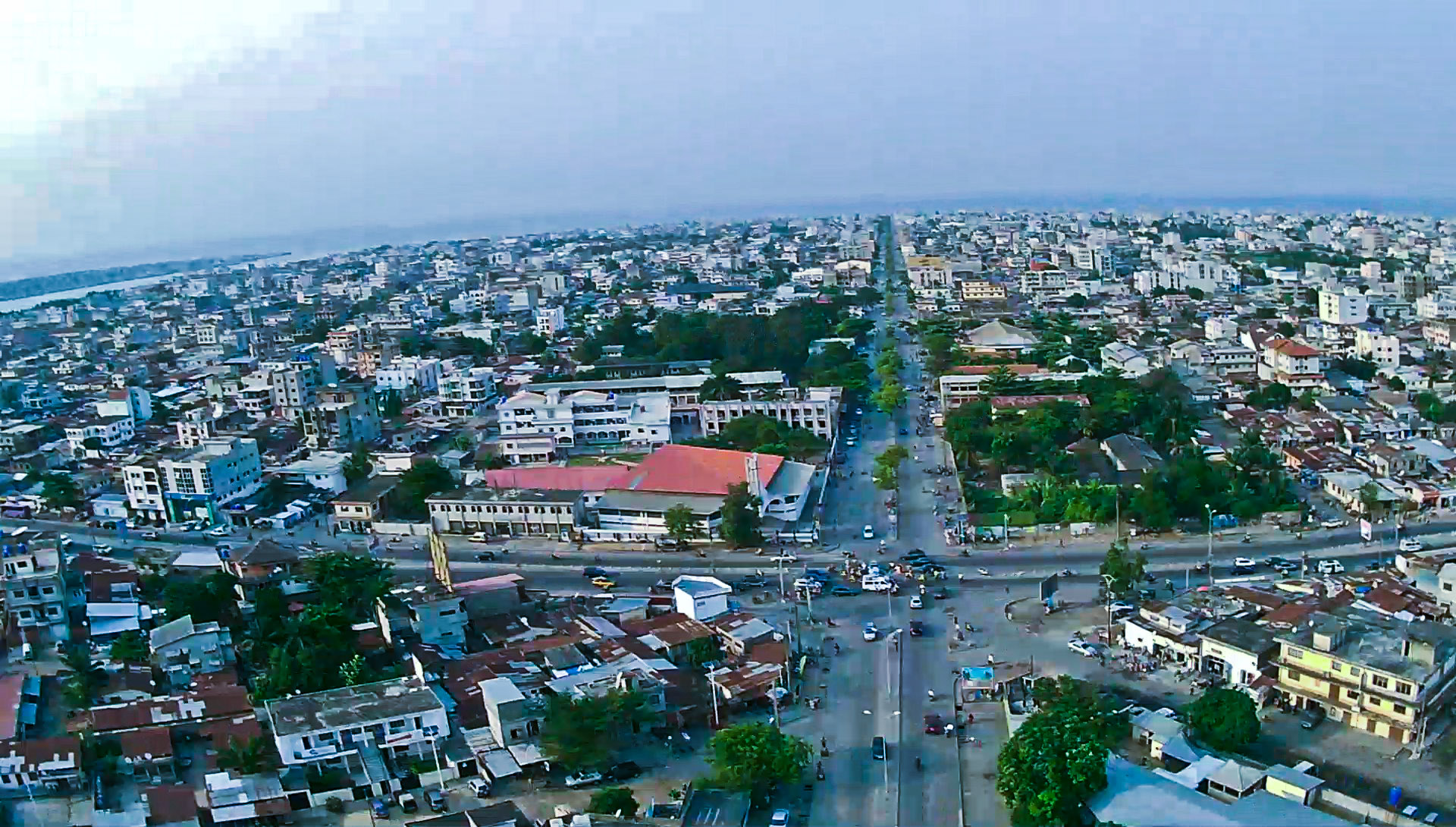
Křižovatka Sacré Cœur, Cotonou
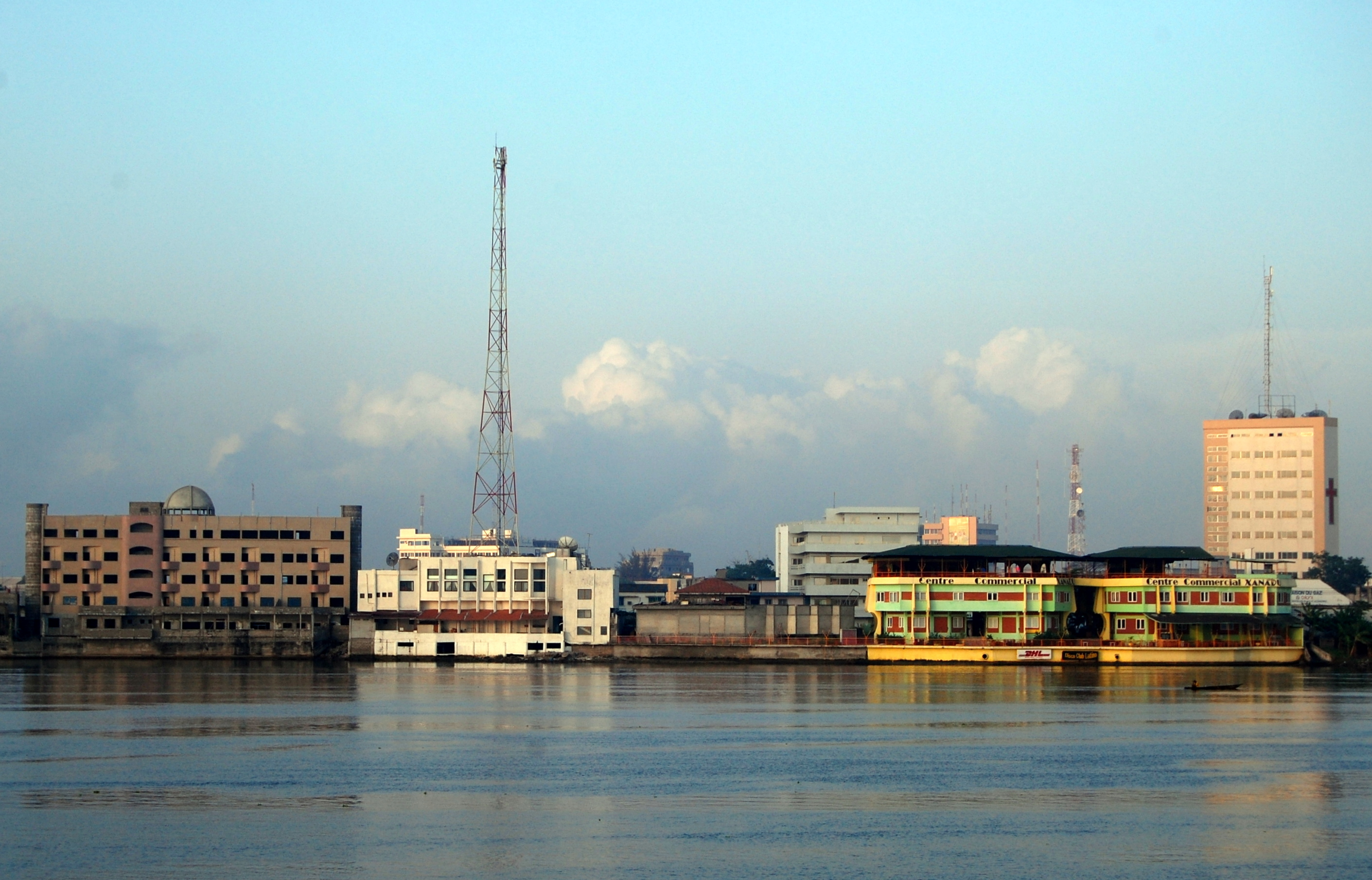
Pohled na Cotonou
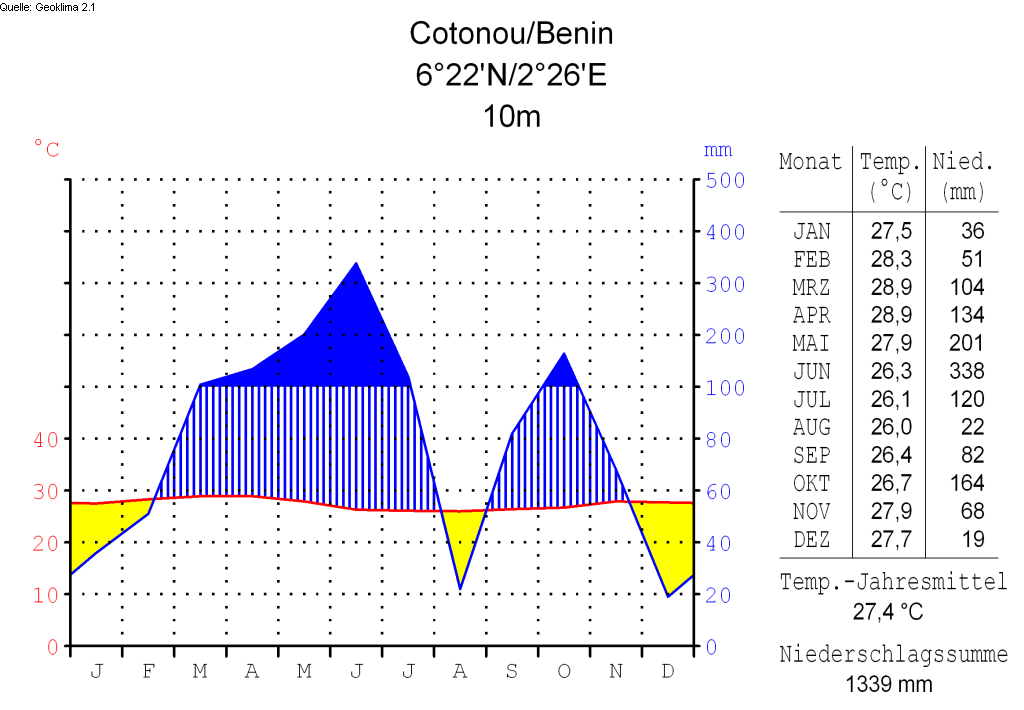
Klimadiagram zobrazuje periodické opakování období sucha a dešťů

## Partnerská města
- Atlanta, Georgie, Spojené státy americké (1995)
- Salvador, Brazílie (1987)
- Tchaj-pej, Tchaj-wan (1967)